# Don’t Drop My Love
Don’t Drop My Love ist ein Lied der US-amerikanischen Sängerin Anita Ward aus dem Jahr 1979.

## Aufnahme
Produziert und geschrieben wurde das Lied von Frederick Knight, es wurde 1979 als Single und als Maxi-Single veröffentlicht. Die B-Seite der meisten Versionen ist der Song „Spoiled By Your Love“, das von Frederick Knight und Sam Dees geschrieben wurde, die B-Seite einer europäischen Version ist das Stück „You Lied“.
Die Single-Version des Stückes hat eine Länge von 3:55 Minuten und die Maxi-Version eine Länge von 6:25 Minuten. Neben der englischen Version wurde im selben Jahr auch eine spanischsprachige Version veröffentlicht.

## Text
Der Text handelt von der Liebe einer Frau, die ihren Partner nicht verlieren will und die ihn beschwört, ihre Liebe nicht zurückzuweisen.

## Rezeption
In den Billboard Hot 100 platzierte sich das Lied im Dezember 1979 auf Platz 87, während es in Österreich Platz 21 erreichte. In Deutschland konnte sich die Single nicht platzieren.